# Enric Ruiz-Geli
Enric Ruiz Geli (Figueres, 1968) és un arquitecte català. Va estudiar arquitectura a l'ETSA de Barcelona. Va ser becari del Krtu (Unitat de producció del Departament de Cultura de la Generalitat de Catalunya i artista convidat pel ZKM de Karlsruhe. Va treballar com escenògraf associat amb Bob Wilson entre 1995 i 2000. Des de 1997 dirigeix l'estudi barceloní Cloud 9. Ha participat en l'elaboració del diccionari d'arquitectura Metapolis, ha estat comissari del Pavelló d'Espanya a la V Biennal d'Arquitectura de Sao Paulo i ha participat en l'exposició New Architecture in Spain del MOMA a Nova York (2006). El 2008 va guanyar el concurs per a la realització del nou aquari de Nova York, que finalitzarà el 2014. Tanmateix, el projecte ha quedat completament aturat sense haver iniciat les obres.
La seva carrera professional ha estat essencialment centrada en l'escenografia i el disseny d'exposicions, encara que destaca per la seva aposta per una producció arquitectònica digital, i per una concepció orgànica/tecnològica de l'arquitectura.
Les noves tecnologies no només s'apliquen en les seves obres, sinó que són una eina més per a modelar i articular els seus projectes. Es fa palès aquest interès en la seva constant investigació de noves formes i nous materials. Els seus edificis canvien, es mouen, són vius.
Enric Ruiz Geli ha estat encarregat del projecte d'El Bulli Foundation.

## Obra arquitectònica

### Projectes acabats
- 2002 - Oficina Cloud9 (Barcelona)
- 2003 - Morphorest, Fòrum 2004 (Barcelona)
- 2005 - Blubbloblab[8] (Barcelona)
- 2006 - Villa Bio (Llers, Figueres)
- 2008 - Evrucave, estudi per l'artista EVRU (Barcelona)

Thirst Pavilion, Expo Zaragoza (Saragossa)
- 2010 - MEDIA-TIC 22@ (Barcelona)
- 2011 - The Millenium Project (Valladolid)

Pavilion Spéciale 2011 (París)
- 2012 - Arbre empàtic (Brest, Bèlgica)
- 2014 - AMPO Masterplan and House of Creativity (Idiazabal, País Basc)

### Obres en construcció
- Glampings, Corea del Sud
- Stgilat Aiguablava, Aiguablava
- Stgilat Pavilion, Aiguablava
- Markaz Tower, Kuwait
- H108 Project, Taipei, Taiwan
- Villa Nurbs, Empuriabrava

### Projectes en procès
- Factory of the Future, AMPO Headquarters, Coimbatore, Índia
- Summer Young Recreation Resort PORTOLE!, Krasnodar Krai, Mar d'Azov, Rússia
- Lusail City, Doha, Qatar
- Wydham Grand Regency Hotel, Doha, Qatar
- Mövenpick Hotel, Doha, Qatar
- Kids Water Sports, Moscou, Rússia
- elBulliFoundation, El Bulli, Cala Montjoi, Cap de Creus, Roses
- OECS (Organization of Eastern Caribbean States)
- Kids Land, Busan, Corea del Sud
- Fatronik Headquarters, Sant Sebastià
- Radar del Port, Barcelona.
- Installation at Exhibition Confinest, Instituto Valenciano de Arte Moderno (IVAM), València
- Biblioteca, Arxiu Municipal i Comarcal, Figueres
- Aviary, Zoo Marí de Barcelona, Ajuntament de Barcelona
- Once... a Wave, Kursaal, Sant Sebastià, País Basc
- Zoo of Damascus, Damasc
- Hotel Forest, Barcelona
- New York Aquarium, Coney Island (Nova York), EUA

## Escenografia-Teatre
- Disseny exposició retrospectiva "Zush". Centro de Arte Reina Sofia i MACBA.
- Disseny exposició "La Ciutat dels Cineastes" - CCCB.
- Disseny exposició "Mons Privats Mirades Públiques" - Museu de la Ceràmica.
- Disseny exposició "Arenal de la Memoria", "No discriminació" i "Terra a la Vista" - Fòrum de les Cultures 2004.
- Disseny exposició "La diversitat de la Vida" - Museu de Zoologia, Barcelona 2004.
- Escenografia "La Nit dels Laus" per Adg-FAD.
- Escenografia "Nit Eurocities", Palau de Pedralbes, Ajuntament de Barcelona.
- Escenografia Premios "C de C", Club de Creativos de España, Mercat de les Flors.
- Escenografia “Nit in “ - Col·legi d'Arquitectes de Catalunya.
- Direcció "Opera J" - Festival Metapolis 2.0, Mercat de les Flors.
- Direcció del "Media House Project", amb Vicent Guallart i Willy Muller - Metapolis3.0.
- Escenografia del "Musical Gaudí" amb Franc Fernandez, per a Focus.
- Direcció i escenografia "Bosc Sonor" - Mercat de les Flors.